# Oberpfälzisches Hügelland
Das Oberpfälzische Hügelland (auch: Oberpfälzisches Hügel- und Bergland oder Oberpfälzer Bruchschollenland) ist eine größtenteils in der Oberpfalz gelegene, herzynisch verlaufende Senken-Hügellandschaft zwischen dem Oberpfälzisch-Bayerischen Wald im (Nord-)Osten und der Frankenalb im (Süd-)Westen. Die in Nordwest-Südost-Richtung etwa 100 km lange, jedoch nur zwischen 7 und 35 km breite Senke nimmt eine Fläche von gut 2.000 km² ein; bekannteste Orte sind (von Nordwest nach Südost) Weiden (Ostrand), Amberg und Schwandorf.

## Naturräumliche Zuordnung und Gliederung
Das Oberpfälzische Hügelland ist die südöstliche, zur Donau entwässernde der zwei Haupteinheiten der Haupteinheitengruppe Oberpfälzisch-Obermainisches Hügelland. Letztere wird landläufig dem Südwestdeutschen Stufenland zugerechnet, jedoch zunehmend als eigenständige parallele Großregion 2. Ordnung angesehen.
Da von den Einzelblättern 1:200.000 zum Handbuch der naturräumlichen Gliederung Deutschlands nur die Blätter 164 Regensburg und 165/166 Cham erschienen sind, nicht jedoch das Blatt 154/155 Bayreuth, existiert nur für den Südteil der Landschaft eine Feingliederung.
Folgende Unterlandschaften sind für den Südteil ausgewiesen:
- (zu 07 Oberpfälzisch-Obermainisches Hügelland)
  - 070 Oberpfälzisches Hügelland (Oberpfälzer Bruchschollenland, 2004,9 km²)[1]
    - 070.0 Sulzbach-Amberg-Freihöls-Bodenwöhrer Kreidebucht[4]
      - 070.00 Rodinger Winkel
        - 070.000 Rodinger Regental
        - 070.001 Trübenbacher Kreidesenke

      - 070.01 Rodinger Forst
      - 070.02 Neubauer Senke
      - 070.03 Einsiedler Forst
      - 070.04 Bodenwöhrer Senke (Brucker Senke[5])
      - 070.05 Freihölser Senke
      - 070.06 Östliche Amberg-Sulzbacher Kreidebucht
      - 070.07 Nordwestliche Amberg-Sulzbacher Kreidebucht

    - 070.1 Pennading-Schmidgaden-Stulln-Weidinger Graben
      - 070.10 Lintacher Rücken
      - 070.11 Thann-Pennadinger Ausraummulde
      - 070.12 Pennading-Schmidgadener Graben
      - 070.13 Wolfringer Rücken
      - 070.14 Stulln-Weidinger Graben
      - 070.15 Schwarzenfelder Klosterberg
      - 070.16 Traunrichter Granitrücken

    - 070.2 Hahnbacher Sattel und Hahnbacher Mulde
      - 070.20 Großalbershofer Rücken
      - 070.21 Poppenrichter Rücken
      - 070.22 Ostflanke der Hahnbacher Mulde
        - 070.220 Mariahilfberg
        - 070.221 Mimbacher Rücken

      - 070.23 Raigering-Aschacher Hucken
      - 070.24 Krumbachtal
      - 070.25 Hahnbacher Mulde

    - 070.3 Restberge des Pittersberger Sattels
      - 070.30 Pittersberger Restsattel
      - 070.31 Schwandorfer Weinberg
      - 070.32 Wackersdorf-Meldauer Höhenzug

    - 070.4 Pittersberger Ausraummulde
      - 070.40 Schwandorfer Bucht
      - 070.41 Nittenauer Bucht

    - 070.5 Südliches Oberpfälzer Bruchschollenland
      - 070.50 Alte Naabrinnen im Norden und im Zentrum der Einheit
        - 070.500 Maxhütte-Haidhofer Platte
        - 070.501 Raffa-Platte
        - 070.502 Wolfsegger Platte
        - 070.503 Regendorfer Platte
        - 070.504 Blümelberg
        - 070.505 Hainsacker-Karether Platte

      - 070.51 Unteres Regental
      - 070.52 Wutzelhofener Trockental
      - 070.53 Saller- und Sallerner Berg
      - 070.54 Keilbergplatte

Im Nordteil befinden sich unter anderem folgende Untereinheiten:
- Vilsecker Kreidegrund
- Weidener Becken
- Kohlberger Höhenrücken
- Hirschau-Schnaittenbacher Senke (Hirschau-Schnaittenbacher Mulde)

Das Bundesamt für Naturschutz fasst die Teile des Oberpfälzischen Hügellandes nördlich der durch das Hereinragen des Naabgebirges von Osten entstandenen Engstelle unter der Bezeichnung Grafenwöhrer Hügel- und Bergland zusammen.

## Geographie und Geologie
Das oberpfälzische Hügelland ist ein in nicht geringen Anteilen bewaldetes Gebiet, dessen Fläche von etwa 2000 km² zu etwa 5 % unter Schutz steht (FFH, Vogelschutzgebiete). Insgesamt liegen knapp 1 % des Gebietes in Naturschutzgebieten.
Vom nördlicher gelegenen Obermainischen Hügelland wird es durch die Europäische Hauptwasserscheide, die hier die Einzugsgebiete von Main und Naab separiert, getrennt. Im Osten wird es durch den Oberpfälzer Wald, im Süden durch den Fluss Regen und die Stadt Roding, im Westen durch die Fränkische Alb begrenzt. Der nördliche Teil bis zur Stadt Amberg im Süden trägt auch den Namen Grafenwöhrer Hügel- und Bergland.
Der Großteil dieser Kulturlandschaft liegt in der Oberpfalz, ein kleiner Teil im äußersten Norden in Oberfranken. Die Höhe des Hügellandes liegt im Durchschnitt zwischen 400 und 500 m ü. NN. Tektonisch ist die Landschaft durch herzynische Störungen geprägt.
Die wenig reliefierten Flächen sind nur geringfügig durch die Flussläufe zerschnitten. Lediglich in den höheren Lagen haben sich die sonst etwa 30 bis 50 m tiefen Täler bis zu 100 m eingetieft. Der Untergrund besteht aus unterschiedlichen Materialien, jedoch im nördlichen Teil meist aus Rotliegend, Buntsandstein, Keuper und Dogger, vereinzelt auch Basalt. Neben den genannten Materialien stellen ausgedehnte Kreide- und Tertiär-Ablagerungen die Gesteinsarten des Südteils dar. Es kommen jedoch praktisch fast alle Gesteinsarten seit dem Perm vor.
Die auffällige Engstelle bei Amberg hängt damit zusammen, dass der Pfahl die hercynisch verlaufenden Störungen, die die Bruchschollen nach Gesteinsalter von Südwest nach Nordost gruppieren, sehr spitzwinkelig schneidet.

## Flora und Fauna
Wichtige Pflanzenarten sind Kiefer, Heidekraut, Heidel- und Preiselbeeren.
Neben Forst- und Landwirtschaft gibt es in den Niederungen Teichwirtschaft.
Die Feuchtbiotope sind von besonderer Bedeutung, wie zum Beispiel die Weiherkette nördlich von Pittersberg, die sich durch sehr wertvolle faunistische und floristische Vorkommen auszeichnet. Das Gebiet dient auch als wichtiger Rückzugsraum für Amphibien aller Arten.